# Spilosoma brunneomixta
Spilosoma brunneomixta är en fjärilsart som beskrevs av De Toulgoët 1971. Spilosoma brunneomixta ingår i släktet Spilosoma och familjen björnspinnare. Inga underarter finns listade i Catalogue of Life.